# Stanisław Szatalin
Stanisław Siergiejewicz Szatalin, ros. Станислав Сергеевич Шаталин (ur. 24 sierpnia 1934 w Puszkinie, zm. 3 marca 1997) – radziecko-rosyjski ekonomista i działacz społeczny.
Absolwent wydziału ekonomii Uniwersytetu Moskiewskiego. Akademik i członek Rosyjskiej Akademii Nauk. Jeden z autorów programu ekonomicznego „500 dni”. Od grudnia 1991 jeden z przewodniczących Rosyjskiego Ruchu Reform Demokratycznych. Od 1992 prezydent Międzynarodowej Fundacji Reform Gospodarczych i Społecznych („Rieforma”). Członek Rady ds. Analizy Sytuacji Krytycznych i Projektów Decyzji Rządowych przy rządzie Rosji.
Został pochowany na Cmentarzu Kuncewskim w Moskwie.